# Porocephalichthys dasyrhynchus
Porocephalichthys dasyrhynchus is een straalvinnige vissensoort uit de familie van de naaldvissen (Bythitidae). De wetenschappelijke naam van de soort is voor het eerst geldig gepubliceerd in 1982 door Cohen & Hutchins.